# マーガレット・リーヴァイ
マーガレット・リーヴァイ（Margaret Levi、1947年 - ）は、アメリカの政治学者、作家であり、比較政治経済学、労働政治学、民主主義理論、特に信頼できる政府の起源と効果に関する研究で知られている。スタンフォード大学行動科学高等研究センター（CASBS）の前所長を務めた。2019年ヨハン・スクデ政治学賞、2020年Falling Walls Breakthroughの受賞者である。

## 研究
国家歳入の制度に関する研究である『Of Rule and Revenue』（1988年）で、比較政治学における合理的選択アプローチの先駆的な役割を果たした。それ以来、「合理的選択分析を新たな実質的領域に押し進め」、例えば『Consent, Dissent, and Patriotism』（1997年）では、人々が徴兵制度を受け入れるかどうかを検証している:897
また、共著に『Analytic Narratives』（Princeton University Press, 1998）『Cooperation Without Trust? (Russell Sage, 2005)、『Labor Standards in International Supply Chains』(Edward Elgar, 2015)がある。ジョン・アールキストとの共著『In the Interest of Others』（Princeton, 2013）では、組織がメンバーの物質的な利害を超えた行動意欲をどのように刺激しているのかを探っている。 
また、人々が自国の政府を正当なものだと信じるようになる条件や、その信念がコンプライアンス、同意、法の支配に及ぼす影響についても調査している。現在も、政府の質を向上させる方法に焦点を当てた研究を続けている。また、消費する商品が、労働者と環境の両方を維持する方法で生産されるよう、サプライチェーンの理解と改善にも取り組んでいる。
ナイキとホンジュラス労働者中央会（CGT）のキャンペーンと紛争解決を記録する研究プロジェクト「ブランド・レスポンシビリティ・プロジェクト」を開始した。CGTは、ナイキのサプライチェーンの一部であったホンジュラスの2つの工場（HuggerとVisionTex）の2009年の倒産と閉鎖に伴い、1,800人の工場従業員に端末補償、給付、優先再雇用を行う責任があると主張した。
「マーガレット・リーヴァイの研究プログラムは、民主主義体制における正当性、遵守、同意の根拠と効果に関する基本的な問題を扱っている。レヴィの研究は、信頼と不信、コンプライアンスと抵抗、個人と集団の行動の条件と結果に関する永続的な疑問の理解に先駆的な貢献をしてきた。

## 受賞と栄誉
- 2001年に米国芸術科学アカデミーフェロー、2002年にグッゲンハイム・フェロー、2015年に米国科学アカデミー会員
- 2004年から2005年までアメリカ政治学会の会長を務めた。
- 2014年、政治学におけるウィリアム・ライカー賞受賞。
- 2017年、American Academy of Political and Social Science（米国社会科学アカデミー）フェロー[11]。
- 2018年、米国哲学協会に選出された[12]。
- 2019年、ヨハン・スクデ政治学賞受賞。
- 2020年、「コミュニティの運命」に関するアイデアは、社会科学と人文科学におけるFalling Walls Breakthrough of the Yearとして評価された[1]。
- 2014年、政治学におけるウィリアム・H・ライカー賞、2017年、エリナー・オストロム記念講演、2018年、マドリード・カルロス3世大学から名誉博士号を授与される。
- 全米科学アカデミー、英国アカデミー、米国政治社会科学協会の会員。

## 出版物
- "In the Interest of Others: Organizations and Social Activism." 2013. Princeton University Press. (written with John Ahlquist).
- "Why We Need a New Theory of Government." 2006. Perspectives on Politics 4(1): 5–19.
- Cooperation without Trust? 2005. Russell Sage Foundation. (written with Karen Cook and Russell Hardin).
- "Organizing Power: Prospects for the American Labor Movement." 2003. Perspectives on Politics 1(1): 45–68.
- "The Economic Turn in Comparative Politics." 2000. Comparative Political Studies 33(6/7): 822–844.
- "Political Trust and Trustworthiness." 2000. Annual Review of Political Science 3:475–507. (written with Laura Stoker).
- Competition and Cooperation: Conversations with Nobelists about Economics and Political Science. 1999. Russell Sage Foundation. (edited with James Alt and Elinor Ostrom).
- Analytic Narratives. 1998. Princeton University Press. (written with Robert Bates, Avner Greif, Jean-Laurent Rosenthal, and Barry Weingast).
- Trust and Governance. 1998. Russell Sage Foundation. (edited with Valerie Braithwaite).
- "Social and Unsocial Capital: A Review Essay of Robert Putnam's Making Democracy Work." Politics & Society 24(1): 45–55.
- Consent, Dissent, and Patriotism. 1997. Cambridge University Press.
- Marxism. 1991. Edward Elgar. (editor).
- The Limits of Rationality. 1990. University of Chicago Press. (edited with Karen Cook).
- Of Rule and Revenue. 1988. University of California Press.
- Bureaucratic Insurgency: The Case of Police Unions. 1977. Lexington Books.